# 董中行
董中行，字與叔，號念龍，直隶松江府华亭县民籍苏州卫籍，山東登州府莱阳县人。明朝政治人物。

## 生平
萬曆三十二年甲午（舉人）董中立弟。萬曆三十四年（1606年）丙午科應天府鄉試第一百三十名舉人，天启二年（1622年）壬戌科進士。本年授工部主事，三年升营缮司员外，管节慎库，四年养病。七年除都水司主事，同年主考广西。崇祯元年升郎中，管通惠河道，二年升成都府知府，留部。四年调营缮司郎中，三年升衢州府知府，五年升浙江按察副使。

## 家族
曾祖董瑞。祖董采。父董大經，以子貴赠工部主事。